# Nomi, Ishikawa
Nomi (japanska: 能美市?, Nomi-shi) är en stad i Ishikawa prefektur i Japan. Staden skapades 2005 genom en sammanslagning av kommunerna Neagari, Tatsunokuchi och Terai. 